# Moviepilot

Logotipo de Moviepilot

Moviepilot es una web de cine y red social que ofrece recomendaciones en alemán sobre películas. Basándose en el principio de Filtros colaborativos este dominio recomienda a sus usuarios, previa calificación de películas que ya han visto, otros títulos afines al gusto de cada uno. Más de 1,4 millones de personas utilizan cada mes Moviepilot.

## Descripción
Su base de datos cuenta con información sobre más de 40.000 películas, 120.000 fichas de actores y directores, y más de 10.000 contenidos de video. Basándose en las puntuaciones con que los usuarios valoran las películas, Moviepilot hace recomendaciones de las películas exhibidas en los cines y en la televisión de Alemania, además de ofrecer títulos en DVD y En línea, con la seguridad de que se adaptan a las preferéncias de cada usuario.

## Funcionamiento
De forma similar a Last.fm en el ámbito de la música, Moviepilot ofrece un servicio de recomendación de películas, basado en un Software social, donde los usuarios comparten comentarios y recomendaciones. 
El cálculo de las recomendaciones sobre películas se ha realizado de manera conjunta entre la Universidad Humboldt de Berlín y Moviepilot. Quienes han desarrollado un logaritmo que compara las puntuaciones de los usuarios para hacer una valoración del tipo de películas que cada uno prefiere. En cuanto un usuario puntúa algunas películas en una escala del 1 al 10, se le recomiendan títulos que pueden gustarle y que no ha visto (o puntuado), valorados antes, por otros usuarios con gustos cinéfilos similares.
Algunos de los usuarios de Moviepilot son reconocidos actores, directores o críticos de cine. Destacan entre ellos los actores alemanes Til Schweiger, Heike Makatsch, Ralf Richter y Robert Stadlober; y los directores Marco Kreuzpaintner, Uwe Boll y Detlev Buck, así como los críticos Hanns-Georg Rodek y Rüdiger Suchsland.
Por otro lado, este portal de cine ofrece un amplio programa con las películas en cartelera, televisión y DVD, recoge el eco mediático sobre el cine actual. Moviepilot redacta noticias sobre cine, además de disponer de tráileres y numerosas críticas de cine.

## Historia
Moviepilot fue fundada en Berlín a finales de 2006 por Tobias Bauckhage y Jon Handschin. En febrero de 2007, dentro del marco del Festival Internacional de Cine de Berlín (Berlinale) la web se consolida como empresa, para emplear a más de 20 trabajadores.
En agosto de 2007 T-Online implementó en su portal a Moviepilot, junto otros servicios Web 2.0. Para Moviepilot esta fue una cooperación muy importante.
Desde 2008, Moviepilot, colabora con la Federación de críticos alemanes, que otorga el Premio de la Crítica de Cine de Alemania durante la Berlinale. A principios de 2009 comienza el funcionamiento de las versiones beta de moviepilot en castellano, inglés, francés y polaco.